# Richard Clauselle Puryear
Richard Clauselle Puryear (* 9. Februar 1801 im Mecklenburg County, Virginia; † 30. Juli 1867 im Yadkin County, North Carolina) war ein US-amerikanischer Politiker (Whig und American Party).
Noch in seinen Kindertagen zog seine Familie in das Surry County in North Carolina. Dort ging er einem klassischen Studium nach und wurde ein Plantagenbesitzer nahe Huntsville. Darüber hinaus verfolgte er eine militärische und politische Laufbahn. Puryear diente in der Miliz als Colonel und war auch Magistrat von Surry County. Er wurde viermal, 1838, 1844, 1846 und noch einmal 1852, in das Repräsentantenhaus von North Carolina gewählt. Ferner verbrachte er eine Amtszeit im Senat von North Carolina. Anschließend kandidierte er zweimal erfolgreich, einmal 1852 als Whig und dann noch einmal 1854 als Kandidat der American Party, für einen Sitz im US-Kongress (33. und 34. US-Kongress). Danach machte er noch einen Anlauf auf den 35. US-Kongress, scheiterte aber.
Puryear war vom 4. März 1853 bis zum 3. März 1857 im US-Repräsentantenhaus tätig. Als sich dann sein Heimatstaat 1861 von der Union loslöste, vertrat er diesen als Delegierter im Provisorischen Konföderiertenkongress in Richmond. Nach dem Krieg war er Delegierter beim Peace Congress in Philadelphia. Danach ging er wieder seinen landwirtschaftlichen Arbeiten nach. Er starb auf seiner Plantage „Shallow Ford“ im Yadkin County und wurde dort auf dem Familienfriedhof beigesetzt.